# 黄思汉
黄思汉（1971年10月6日—），马来西亚政治人物，民主行动党全国副财政兼雪兰莪州主席。现任雪兰莪州议会金銮州议员以及雪州行政议员，掌管投资、贸易、公共交通、五大宗教咨询理事会。

## 政治生涯
2008年成为雪州梳邦再也市议员，自2013年马来西亚大选后中选为雪兰莪州议会金銮州议员。2018年5月14日，黄思汉掌管地方政府、公共交通以及新村发展事务委员会。
2023年马来西亚州选，希盟行动党候选人黄思汉成功连任为雪兰莪州议会金銮州议员。2023年8月21日，掌管投资、贸易、公共交通、五大宗教咨询理事会。
2024年11月10日，行动党全国署理主席哥宾星爆冷在雪州党选中落败。黄思汉在初选的15名执委中排名第三（1058票），在之后的复选中，获选为新任州主席。

## 政绩
任职雪州投资、贸易及公共交通行政议员期间，雪州经济表现优越，其中包括：
1. 雪州批准投资额最高：2024年批准的投资额高达1011亿令吉，比2023年增长83%，也是雪州首次批准投资额突破1000亿。[10]
2. 雪州GDP全马最高：雪州录得录得全国最高的经济成长，国内生产总值（GDP）的贡献突破25.9％，是国内第一个经济活动超过 4000 亿令吉的州属。[11][12]
3. 雪州全马高收入州：世界银行公布，雪州成为新的高收入州，人均国民总收入（GNI）达到1万4291美元。[13]
4. 雪州制造业全马最高：雪州对全马制造业的贡献高达32.6%，占据几乎雪州经济的三分之一。[14]
5. 雪州服务业全马最高： 服务业是雪州对国内经济贡献的重要部分，占26.7%。[15]

大马半导体加速器与集成电路设计园区：雪州中心
2024年与雪州大臣阿米和长期在苏州发展的“兰芯创投”创办人拿督赖炳荣吃早餐谈起的，当下即刻展开筹备工作。
在地缘政治风险下，雪州政府抓住时机，让马来西亚在既有的IC封装测试基础上，进军IC设计领域，让马来西亚成为全球晶片设计产业的潜在强国。国际媒体称，马来西亚是半导体大厂的避险基地，而雪州“雀屏中选”。
从1月至8月，短短8个月，园区落成了。全马第一个及东南亚最大的集成电路设计园区正式在8月6日开幕。园区可容纳超过400名工程师，进驻公司包括Maistorage、Skyechip、Weeroc等；生态系统伙伴包括“兰芯创投”、ARM、Cadence Design System、Synopsys、西门子EDA、 Keysight及深圳半导体协会。
雪兰莪国际商务峰会（SIBS）
雪兰莪国际商务峰会是东盟投资者重要的商业媒合平台，不仅为国内及海外企业提供开拓商机的机会，本地中小型企业还能借此探索和扩大国内，甚至区域市场的潜力及社交网络，探讨业务永续发展。
黄思汉接任后，2023年的峰会创下近61亿 2000万令吉的潜在交易额，相比起2022年的14亿5000万令吉，增长了320%，超出原定目标15亿令吉的四倍。
2024年，峰会决定分为两个场次举行。黄思汉认为这样的安排可以更专注于吸引贸易访客和卖家参与特定的系列和会议，从而有效吸引潜在的投资。
2024年7月25日至27日的第一系列峰会取得122亿令吉潜在交易额，增长了265%，超出早前设定的70亿令吉的总体目标。

## 选举成绩
| 年份 | 选区     | 候选人 | 候选人           | 得票数 | 得票率 | 竞选对手       | 竞选对手             | 得票数 | 得票率 | 总票数 | 多数票 | 投票率 |
| ---- | -------- | ------ | ---------------- | ------ | ------ | -------------- | -------------------- | ------ | ------ | ------ | ------ | ------ |
| 2013 | N30 金銮 |        | 黄思汉（行动党） | 22,333 | 65.22% |                | 黄福安（马华公会）   | 7,729  | 22.57% | 37,241 | 14,604 | 88.60% |
| 2018 | N30 金銮 |        | 黄思汉（行动党） | 52,207 | 72.11% |                | 趙啟興（马华公会）   | 6,995  | 9.66%  | 72,399 | 45,212 | 87.80% |
| 2018 | N30 金銮 |        | 黄思汉（行动党） | 52,207 | 72.11% | 林應然（伊党） | 3,732                | 5.15%  |        | 72,399 | 45,212 | 87.80% |
| 2023 | N30 金銮 |        | 黄思汉（行动党） | 71,290 | 80.97% |                | 黄勇刚（土著团结党） | 16,755 | 19.03% | 88,452 | 54,535 | 71.46% |